# Nielles-lès-Ardres
Nielles-lès-Ardres är en kommun i departementet Pas-de-Calais i regionen Hauts-de-France i norra Frankrike. Kommunen ligger i kantonen Ardres som tillhör arrondissementet Saint-Omer. År 2022 hade Nielles-lès-Ardres 586 invånare.

## Befolkningsutveckling
Antalet invånare i kommunen Nielles-lès-Ardres
| Referens: INSEE |